# Quint Nevi Mató
Quint Nevi Mató (en llatí Quintus Naevius Matho) va ser un magistrat romà. Formava part de la gens Nèvia, i era de la família dels Mató.
L'any 184 aC va rebre el govern de la província de Sardenya, segurament després de ser pretor l'any anterior. Tenia l'encàrrec també d'investigar els casos d'enverinament abans de marxar, cosa que li va ocupar quatre mesos, fins que va poder anar a l'illa. Segons Quint Valeri Ànties, unes dues mil persones van ser condemnades com a resultat de les seves gestions.